# Hunt Communities USTA Women's Pro Tennis Classic 2012
L'Hunt Communities USTA Women's Pro Tennis Classic 2012 è stato un torneo di tennis facente parte della categoria ITF Women's Circuit nell'ambito dell'ITF Women's Circuit 2012. Il torneo si è giocato a El Paso negli USA dal 4 al 10 giugno 2012 su campi in cemento e aveva un montepremi di $25,000.

## Vincitori

### Singolare
Marie-Ève Pelletier ha battuto in finale  Ashley Weinhold con il punteggio di 7–5, 6–4

### Doppio
Sanaz Marand /  Ashley Weinhold hanno battuto in finale  Fatma Al-Nabhani /  María Fernanda Álvarez Terán con il punteggio di 6–4, 6–3